# Black Country Communion
«Black Country Communion» — рок-супергурт, учасниками якого є Гленн Х'юз, Джейсон Бонем, Дерек Шерінян.
За словами Гленна Х'юза, він і Бонамасса працювали разом понад рік, коли вони обидва виступали на Guitar Center: King of the Blues у Лос-Анджелесі в листопаді 2009 року й вирішили записати спільно альбом. Продюсер Кевін Ширлі запропонував гурту працювати з барабанщиком Джейсоном Бонемом. Бонамассу не влаштовував формат power trio, тому було вирішено найняти клавішника. Ним став Дерек Шерінян. Гурт почав сесії звукозапису в Shangri La Studios в Малібу, Каліфорнія.
Назву гурт отримав від промислової зони в Англії, звідки родом Х'юз і Бонем.
У 2010 році вийшов їх альбом «Black Country». (У Великій Британії та 21 вересня в США) Продюсером диска став Кевін Ширлі (Kevin Shirley). Перші рецензії на альбом були помірні: більшість критиків порахувало, що альбом дуже схожий на сольну творчість Х'юза, а решта суперзірки на його тлі блякнуть.